# Velký kopec
Velký kopec je přírodní památka severozápadně od Horních Dubňan v okrese Znojmo v Jihomoravském kraji. Nachází se mezi Horními Dubňany a Dukovany, západně od silnice II/392. Předmětech ochrany jsou acidofilní suché trávníky s výskytem koniklece velkokvětého a vstavače kukačky.

## Historie
Svahy Velkého kopce sloužily až do poloviny dvacátého století k zemědělství. Používaly se převážně jako pastviny, ale na úrodnějších pozemcích bývala drobná pole. V roce 1950 byl na ploše dvou hektarů vysázen borový les. V období let 1957–1968 se na kopci pásly jalovice a v letech 1970–1985 pozemky sloužily vojenskému výcviku. Pohyb pásové techniky narušoval povrch, díky čemuž se na lokalitě objevily druhy jako vstavač kukačka, smil písečný nebo sesel sivý. Když armáda Velký kopec opustila, byly pozemky ponechány ladem.
Na některých místech se těžil kámen a písek, přičemž největší lom dosáhl hloubky čtyř metrů a zatopený vodou. Lomy později sloužily k ukládání komunálního, stavebního a zahradního odpadu. V letech 1989–1991 na kopci vznikl vodojem pro vodovod, který zásobuje Dukovany a Horní Dubňany. V okolí se začaly také objevovat černé skládky. V roce 2004 byl postaven vysílač a začala rekultivace skládek, která trvala dva roky. Od roku 2007 jsou redukovány křovinné nálety, odklízena dřevní hmota a travní porosty spásány ovcemi.
Chráněné území vyhlásil Krajský úřad Jihomoravského kraje v kategorii přírodní památka s účinností od 1. prosince 2023.

## Přírodní poměry
Přírodní památka s rozlohou 25,94 hektarů leží v katastrálním území Horní Dubňany v okrese Znojmo. Nachází se v Jevišovické pahorkatině v nadmořské výšce 366–392 metrů a částečně se překrývá s evropsky významnou lokalitou Velký kopec. Areál vodojemu není součástí chráněného území.

### Abiotické poměry
Geologické podloží tvoří metamorfované horniny moravského moldanubika, zejména granulity s granátem a biotitem. V geomorfologickém členění Česka přírodní památka leží v Jevišovické pahorkatině, v podcelku Znojemská pahorkatina a okrsku Hrotovická pahorkatina. Svahy od vrcholu pozvolně klesají k 250–300 metrů vzdálenému úpatí. Terénní nerovnosti antropogenního původu jsou pozůstatky drobných lomů, vojenských výkopů, úvozů a navážek. Rýha ve východní části údajně přiváděla vodu od studny v sadu k hornodubňanskému hřbitovu. Z půdních typů převažuje kambizem modální, ale objevují se také rankery a litozemě.
Podle Quittovy klasifikace podnebí se přírodní památka nachází v mírně teplé oblasti MT11, pro niž jsou typické průměrné teploty −2 až −3 °C v lednu a 16–17 °C v červenci. Roční úhrn srážek dosahuje 600–750 milimetrů, počet letních dnů je čtyřicet až padesát, počet mrazových dnů se pohybuje mezi 110 a 130 a sněhová pokrývka zde leží průměrně padesát až šedesát dnů v roce.

### Flóra
Významnými druhy rostlin v přírodní památce jsou silně ohrožení koniklec velkokvětý (Pulsatilla grandis) a vstavač kukačka (Anacamptis morio). Oba zde vytváří populaci s řádově stovkami jedinců. Kromě nich se v malých počtech objevují další ohrožené a chráněné druhy jako je čistec rolní (Stachys arvensis), kavyl chlupatý (Stipa dasyphylla), kavyl Ivanův pýřitý (Stipa pennata var. puberula), kavyl sličný (Stipa pulcherrima), lomikámen cibulkatý (Saxifraga bulbifera), silenka ušnice (Silene otites) a smil písečný (Helichrysum arenarium).

### Fauna
Prostředí pastvin s roztroušenými dřevinami vytváří vhodné podmínky pro výskyt motýlů. Objevují se zde bělásek luční (Leptidea juvernica), hnědásek květelový (Melitaea didyma), lišaj pryšcový (Hyles euphorbiae), modrásek jetelový (Polyommatus bellargus), okáč kostřavový (Arethusana arethusa), otakárek fenyklový (Papilio machaon) a otakárek ovocný (Iphiclides podalirius). Z dalších druhů hmyzu byl zaznamenán výskyt krasce Trachys troglodytes vyhledávající hlaváčky a chrastavce, krasec třešňový (Anthaxia candens), vázaný na staré osluněné ovocné stromy, polník stromový (Agrilus sinuatus) a polník třezalkový (Agrilus hyperici).
Porosty křovin využívají ohrožené druhy ptáků jako je bramborníček černohlavý (Saxicola rubicola), ťuhýk obecný (Lanius collurio) a silně ohrožená žluva hajní (Oriolus oriolus). Ve starých stromech hnízdí krutihlav obecný (Jynx torquilla) a celé území patří k většímu teritoriu motáka lužního (Circus pygargus).

## Ochrana přírody
Předmětem ochrany je ekosystém acidofilních suchých trávníků s výskytem koniklece velkokvětého a vstavače kukačky. Cílem ochrany je zachování a stabilizace biotopu, omezení šíření invazních a expanzivních druhů a zachování životaschopné populace obou rostlin.